# Krimtschakische Sprache
Die krimtschakische Sprache (krimtschakisch кърымчах тыльы) ist eine auf der Krim von der ethnisch-religiösen Gruppe der Krimtschaken gesprochene Turksprache. Sie galt häufig als ein Dialekt des Krimtatarischen und wurde daher auch Judäo-Krimtatarisch genannt.
Wie viele jüdische Sprachen enthält es eine große Zahl an hebräischen Lehnwörtern. Vor der sowjetischen Ära, zur Zeit der Volksrepublik Krim, wurde es mit dem hebräischen Alphabet geschrieben. In der Sowjetunion der 1930er Jahre wurde die Sprache mit dem Neuen Turksprachigen Alphabet, einer Variante des lateinischen Alphabets, geschrieben, ebenso wie die krimtatarische Sprache und die Karaimische Sprache. Heute wird es mit der kyrillischen Schrift geschrieben.
Die Sprechergemeinschaft wurde durch den Holocaust stark dezimiert. Als im Mai 1944 fast alle Krimtataren nach Sowjet-Usbekistan deportiert wurden, waren viele Sprecher der krimtschakischen Sprache unter ihnen, und zahlreiche verblieben in Usbekistan. Heute ist die Sprache fast ausgestorben. Nach Angaben der ukrainischen Volkszählung von 2001 leben in der Ukraine weniger als 785 Krimtschaken auf der Krim. Weniger als hundert sind der Sprache noch mächtig. Die Dichterin und Übersetzerin Wiktorija Baginskaja (1926–2012) warb für die Erhaltung der krimtschakischen Kultur und veröffentlichte 2003 einen Sammelband mit krimtschakischen Liedern und Sprichwörtern.

## Sprachvergleich Krimtschakisch – Türkisch
Als Turksprache weist Krimtschakisch eine sprachliche Verwandtschaft mit dem Türkischen auf, sodass zwischen beiden Sprachen eine mündliche wie schriftliche Kommunikation einigermaßen möglich ist. Dennoch bestehen zwischen ihnen auch zahlreiche Abweichungen, die sich daraus erklären lassen, dass sie unterschiedlichen Gruppen angehören.
Die nachfolgende Tabelle führt einige Begriffe aus dem krimtschakischen und türkischen Grundwortschatz auf, um die sprachliche Verwandtschaft zu verdeutlichen:
| Krimtschakisch | Türkisch | Deutsch |
| -------------- | -------- | ------- |
| kılıç          | kılıç    | Schwert |
| arıslan        | aslan    | Löwe    |
| yaka           | yaka     | Kragen  |
| yulduz         | yıldız   | Stern   |
| yaş            | yaş      | Alter   |
| yol            | yol      | Weg     |
| kalkan         | kalkan   | Schild  |
| yanhı          | yeni     | Neu     |
| yel            | yel      | Wind    |
| tülkü          | tilki    | Fuchs   |
| sıçan          | sıçan    | Maus    |
| imirtha        | yumurta  | Ei      |
| taş            | taş      | Stein   |
| altın          | altın    | Gold    |
| tengiz         | deniz    | See     |
| kumuş          | gümüş    | Silber  |
| ögüz           | öküz     | Ochse   |
| koy            | koyun    | Schaf   |
| suv            | su       | Wasser  |
| at             | at       | Pferd   |
| agaç           | ağaç     | Baum    |
| yeşil          | yeşil    | Grün    |